# Lycksele djurpark
Lycksele Djurpark i utkanten av Lycksele har enbart en nordisk fauna. Parken grundades 1959 av Holger Lithner. Från början bestod djurparken av en mindre samling djur på Gammplatsen, men flyttades 1966 till Brännberget. Djurparken drivs av Lycksele kommun.
Totalt täcker parken en yta på 10 hektar. I parken finns cirka 400 djur som är fördelade på 30 olika arter. 
Parken är specialiserad på nordiska djur där varg, björn, järv, fjällräv, lodjur, myskoxe och gråsäl är några av arterna. Dessutom finns ett älvakvarium med ädelfiskar.

## Barnens zoo
I barnens Zoo ges barnen möjlighet att komma nära djuren och även klappa dem. Man kan se djur som får, getter, kaniner, kalvar, höns, grisar, marsvin, illrar och hästar. Men där finns även pedagogisk verksamhet som att springa i kapp med ett "djur" (springbana), hoppa lika långt som ett djur, klättra i spindelnätet eller krypa i kaninkullen.

## Lyckoland
För barnen finns Lyckoland med lekaktiviteter som terrängskotrar, trampbåtar, klättertorn, skjuta prick, köra fyrhjulingar, bumper-båtar och åka karusell.

## Vintersäsong
Vintertid omvandlas djurparken till Julparken där chansen finns att hälsa på tomten och hans renar samt att titta på djuren i sin vinterskrud.

## Digital djurpark
Lycksele djurpark har i samarbete med Umeå Universitet placerat ut 12 webbkameror bland de populäraste djurarterna. Webbkamerorna kan följas på Välkommen till den digitala djurparken

## Kritik
År 2014 fick djurparken kritik, i november efter att ett lodjur rymt från parken och gått på Lyckseles gator, och i december efter att en förare av mini-tåget kört passagerare när han var onykter.. I januari 2015 attackerades en tvåårig hund, en siberian husky, av ett lodjur i Lycksele. Eftersom angreppet på hunden skedde under en promenad med ägaren i bostadsområdet i Lycksele, tros detta vara samma lodjur som rymde från djurparken i november 2014..